# Artur Schneider
Artur Schneider (Zagreb, 26. kolovoza 1879. – Zagreb, 10. ožujka 1946.), hrvatski povjesničar umjetnosti, glazbeni pisac i likovni kritičar.
Završio je studij povijesti umjetnosti u Beču, a djelovao je kao direktor Grafičke zbirke NSB-a, srednjoškolski i sveučilišni profesor te direktor Strossmayerove galerije HAZU. Bio je i tajnik HGZ-a i organizirao cikluse "Intimne muzičke večeri" i "Jutarnji koncerti". Surađivao je kao glazbeni publicist i kritičar u časopisima i dnevnim listovima, a među studijima mu je najznačajnija ona o Ivanu Mani Jarnoviću. Pisao je i objavljivao studije o hrvatskim umjetnicima koji su djelovali u stranim sredinama, o slikama Strossmayerove galerije. Za likovni arhiv JAZU popisao je i snimio velik broj umjetnina po Hrvatskoj.
Djela:
- "Perivoji, vrtovi i šetališta u starom Zagrebu",
- "Katalog Strossmayerove galerije",
- "Talijanske slikarske škole".